# 伊川津貝塚
座標: 北緯34度38分42.6秒 東経137度8分42.8秒 / 北緯34.645167度 東経137.145222度
伊川津貝塚（いかわづかいづか）は、愛知県田原市伊川津町にある、縄文時代後期から晩期にかけての大規模な貝塚。

## 概要
三河湾に面した標高2メートルの礫堆上に立地し、神明社の境内を中心に東西約180メートル・南北60メートルの半円形をしたスガイ・アサリなどの多い主鹹貝塚である。1903年に大野延太郎によって報告され、大正時代に入ると小金井良精や鈴木尚や大野雲外、柴田常恵、大山柏、清野謙次などの多くの学者によってたびたび発掘調査が実施され、これまでに通算して200体弱の人骨が出土した。発掘された人骨の中では日常生活では考えにくい痕跡を遺す人骨もあり、鈴木尚は縄文人同士の抗争や食人風習の可能性を指摘した。また、叉状研歯を伴う多数の抜歯風習を示す人骨も見つかっている他、甕棺などの土器や土偶、耳飾、石刀（石剣を参照）、石棒、石冠、勾玉や各種の骨角器も出土している。1904年に発見された有髯土偶（ゆうぜんどぐう）は人種論争を引き起こした有名な資料である。
2008年～2010年、2013年に農業集落排水工事に伴い発掘調査が行われ、人骨を14体、イヌ25体分を検出した。

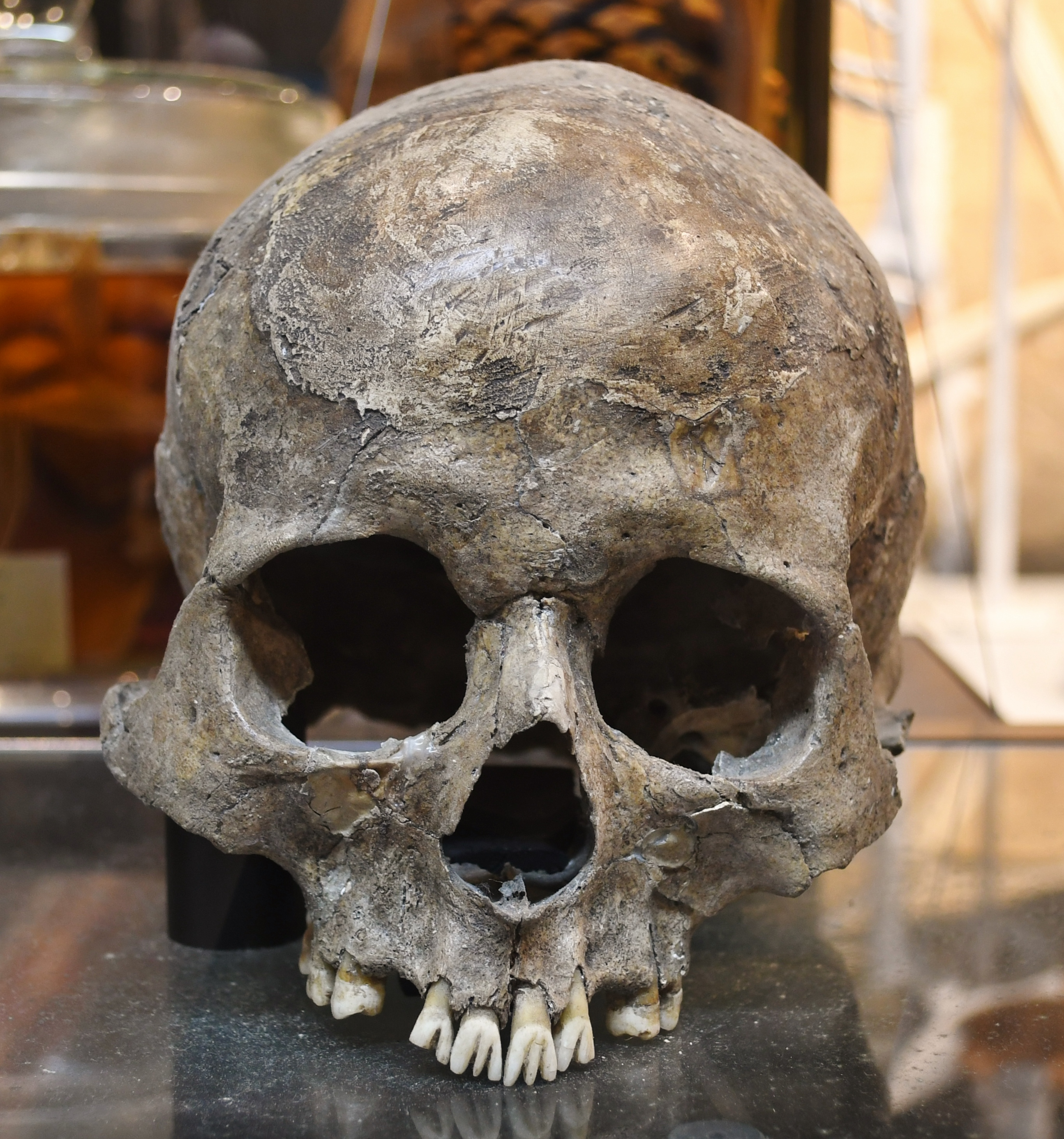
叉状研歯人骨 東京大学総合研究博物館展示。

## 人骨のゲノム解析
金沢大学の覚張隆史特任助教授（生命科学）らの研究グループがコペンハーゲン大学を中心とした国際研究チームと共同調査した結果、縄文晩期の成人女性人骨のゲノム配列が、約8千年前の東南アジア＝ラオスとマレーシアの遺跡から出土した古人骨と類似している事が判明している。また、当調査における縄文人の全ゲノム配列の解読は世界初とされる（参考・朝日新聞 2018年7月12日木曜付け、記事・渡義人）。 